# Barrosã (raça bovina)
A raça Barrosã é uma raça bovina portuguesa originária de Barroso (Montalegre e Boticas), podendo ser vista também no Minho (Distritos de Viana do Castelo e Braga).
A raça tem dupla função: o fornecimento de carne e o desempenho de trabalho. A sua carne DOP (denominação de origem protegida) é e apreciada.
Atualmente, é pouco utilizada no trabalho, graças aos novos maquinários agrícolas.

## Características
O peso médio ao nascimento é 26,58 kg. As vitelas são abatidas entre os 5 e os 9 meses de idade, com o peso de carcaça entre os 70 Kg e os 30 Kg. Os bezerros são abatidos entre os 9 e os 36 meses de idade, com um peso mínimo de carcaça de 130 Kg.
As vacas atingem a puberdade entre os 15 e os 18 meses de idade, ocorrendo o primeiro parto entre os 24 e os 36 meses de idade. E há um intervalo médio de partos, de 420 dias.
A partir dos 18 meses, os touros entram em reprodução, podendo ser feita a colheita de sêmen (para inseminação artificial) a partir dos 16 meses.

## Livro genealógico
No ano de 2019, constam do livro genealógico de adultos: 355 machos e 6 775 fêmeas em linha pura, em 1926, criadores de raça Barrosã.